# Nolberto Molina
Nolberto Molina (Palmira, 5 de enero de 1953) es un exfutbolista y director técnico colombiano.

## Trayectoria
Nacido en Palmira, Valle del Cauca, Molina jugó en equipos como Independiente Medellín, Once Caldas, Millonarios y Atlético Nacional, apareciendo en 596 partidos, y scoting 46 goles. Molina inició su carrera en Medellín y se unió a Millonarios en 1983, donde se vio involucrado en la organización de la unión de un jugador de fútbol colombiano (Afucol).

## Selección Colombia
Molina hizo varias apariciones para la Selección Colombia, incluso en la Copa América 1983 y la Copa América 1987. En total, hizo 18 apariciones y anotó un gol.

### Participaciones enCopas América
| Torneo                 | Sede                   | Resultado              | PJ | GA | Asis |
| ---------------------- | ---------------------- | ---------------------- | -- | -- | ---- |
| Copa América 1983      | Sin Sede Fija          | Fase de grupos         | 4  | 1  | 0    |
| Copa América 1987      | Argentina              | Tercer lugar           | 4  | 0  | 0    |
| Total en Copas América | Total en Copas América | Total en Copas América | 8  | 1  | 0    |

### Participaciones enEliminatorias al Mundial
| Eliminatoria                         | Sede del Mundial | Posición                                | Resultado | PJ | GA | Asis |
| ------------------------------------ | ---------------- | --------------------------------------- | --------- | -- | -- | ---- |
| Eliminatorias Mundial de México 1986 | México           | 3°lugar 6pts (Perdedor Repesca Interna) | Eliminado | 2  | 0  | 0    |

## Retiro
Después se retiró del fútbol activo, Molina se convirtió en entrenador de fútbol. Dirigió al Independiente Medellín en 1995.

## Clubes

### Como jugador
| Club                   | País     | Año       |
| ---------------------- | -------- | --------- |
| Independiente Medellín | Colombia | 1973-1977 |
| Once Caldas            | Colombia | 1977-1981 |
| Millonarios            | Colombia | 1982-1985 |
| Atlético Nacional      | Colombia | 1986-1987 |
| Independiente Medellín | Colombia | 1988      |

### Como técnico
| Club                   | País     | Año  |
| ---------------------- | -------- | ---- |
| Independiente Medellín | Colombia | 1995 |

- Datos: Q7048252